# گیاگان مالزی
گیاگان مالزی (انگلیسی: Flora of Malaysia) مجموعهٔ وسیعی از گونه‌های گیاهی را تشکیل داده‌است، که تخمین زده می‌شود شامل بیش از ۱۵٬۵۰۰ گیاهان آوندی باشند. مالزی بر خود می‌بالد که ۸٬۰۱۹ گونه گیاه دانه دار: ۱۹ گونه بازدانگان و ۸٬۰۰۰ گونه گیاهان گل‌دار را در سرزمین خود دارد. مالزی از لحاظ گونه‌های گیاهان آوندی در دنیا، حائز رتبه چهاردهم است. گیاگان مالزی به‌طور تقریبی، ۱۵٬۰۰۰ گونه گیاهان آوندی را دربرگرفته است. شبه‌جزیره مالزی تعدادی حدود ۸٬۲۰۰ گونه گیاهان آوندی را دارد درحالی‌که ناحیه‌هایی همچون صباح و ساراواک تعدادی حدود ۱۲٬۰۰۰ گونه را در خود جای داده‌اند. بیشتر گیاگان را می‌توان در جنگل های بارانی متراکم مالزی یافت.

## خاستگاه
مالزی در بخش جنوبی ابرقاره گوندوانا بود که حدود ۱۸۰ میلیون سال قبل، شکسته شده و از آن جدا شد. ارزیابی گردیده‌است که یک پیوند دو شاخه عمده بین گیاگان مالزی و استرالیا، در اواخر دورهٔ ترشیاری و کواترنری اتفاق افتاده باشد.

## انواع گیاگان
- رافلزیا: ۲۸ گونه
- ختمی: ۲۰۰–۲۵۰ گونه
- شعله جنگل: ۵۴۵ گونه
- گل کاغذی: ۱۸ گونه
- ارکیده: ۲۸٬۰۰۰ گونه
- آلاماندا: ۱۵ گونه
- درخت بادبزنی هندی: ۲ گونه
- گل گوشواره: ۱۱۰ گونه
- گل گندم: ۱۰۱ گونه
- پلومریا: ۴ گونه
- گل خرچنگی: ۴۰ گونه
- شاه‌پسند درختچه‌ای: ۶۵۰ گونه
- گل قهر و آشتی: ۴۰۰ گونه
- صندل قرمز
- خرزه هندی: ۳۰۰ گونه
- رز چروکیده: ۱۰۰ گونه
- گل داوودی: ۲۳٬۰۰۰ گونه[۶]